# Джон Айрленд (тенісист)
Джон Айрленд (англ. Jon Ireland; нар. 26 вересня 1967) — колишній австралійський тенісист.
Найвищу одиночну позицію світового рейтингу — 591 місце досяг 3 жовтня 1988, парну — 90 місце — 22 травня 1995 року.
Здобув 1 парний титул.
Найвищим досягненням на турнірах Великого шолома було 2 коло в парному розряді.

## Фінали турнірів ATP за кар'єру

### Парний розряд: 3 (1–2)
| Легенда                         |
| ------------------------------- |
| Турніри Великого шлема (0–0)    |
| Фінали Світового туру ATP (0–0) |
| Серія Мастерс ATP (0–0)         |
| Серія турнірів ATP (0–0)        |
| Світова серія ATP (1–2)         |

| Фінали за покриттям |
| ------------------- |
| Тверде (0–0)        |
| Ґрунт (1–2)         |
| Трава (0–0)         |
| Килим (0–0)         |

| Фінали за типом корту |
| --------------------- |
| Відкритий корт (1–2)  |
| Закритий корт (0–0)   |

| Результат | В-П | Дата     | Турнір               | Рівень        | Покриття | Партнер         | Суперники                         | Рахунок  |
| --------- | --- | -------- | -------------------- | ------------- | -------- | --------------- | --------------------------------- | -------- |
| Поразка   | 0–1 | Сер 1992 | Прага, Чехія         | Світова серія | Ґрунт    | Йонас Бйоркман  | Карел Новачек Браніслав Станкович | 5–7, 1–6 |
| Перемога  | 1–1 | Чер 1994 | Флоренція, Італія    | Світова серія | Ґрунт    | Кенні Торн      | Ніл Брод Грег Ван Ембург          | 7–6, 6–3 |
| Поразка   | 1–2 | Лип 1995 | Swedish Open, Швеція | Світова серія | Ґрунт    | Ендрю Кратцманн | Ян Апелль Йонас Бйоркман          | 3–6, 0–6 |

## Фінали ATP Челленджер і ITF Ф'ючерс

### Парний розряд: 4 (0–4)
| Легенда              |
| -------------------- |
| ATP Челленджер (0–4) |
| ITF Ф'ючерс (0–0)    |

| Фінали за покриттям |
| ------------------- |
| Тверде (0–0)        |
| Ґрунт (0–3)         |
| Трава (0–0)         |
| Килим (0–1)         |

| Результат | В-П | Дата     | Турнір             | Рівень     | Покриття | Партнер         | Суперники                         | Рахунок       |
| --------- | --- | -------- | ------------------ | ---------- | -------- | --------------- | --------------------------------- | ------------- |
| Поразка   | 0–1 | Кві 1993 | Паріолі, Італія    | Челленджер | Ґрунт    | Шон Сеймур-Коул | Крістіан Бранді Федеріко Мордеган | 3–6, 5–7      |
| Поразка   | 0–2 | Тра 1993 | Бохум, Німеччина   | Челленджер | Ґрунт    | Ендрю Кратцманн | Мортен Ренстрем Йост Віннінк      | 3–6, 6–2, 5–7 |
| Поразка   | 0–3 | Жов 1993 | Мюнхен, Німеччина  | Челленджер | Килим    | Джон Янсі       | Сандер Гройн Арне Томс            | 3–6, 3–6      |
| Поразка   | 0–4 | Тра 1995 | Дрезден, Німеччина | Челленджер | Ґрунт    | Майк Бауер      | Метт Лусена Нуно Маркес           | 1–6, 4–6      |